# Webe
Die Webe war ein Stückmaß neben Stiege, Stücke und Schock mit unterschiedlicher Stückzahl im Tuch- und Leinenhandel. Der Tuchhandel kannte noch Pack(en), Ballen und Fardel (Vartel).
- Leinwand 1 Webe = 54 Ellen
- Flanell, Leinwand und Tuch 1 Webe = 30 Ellen
- Moldon/Mousseline 1 Webe = 20 Ellen
- Kammertuch/Kattun 1 Webe = 16 Ellen
- Batist 1 Webe = 15 Ellen

- 10 Tuch = 1 Bullen
- In Hamburg war 
  - 1 Rolle = 1 Webe = 72 Stück (Ellen).
  - 1 Webe = 6 Dutzend = 72 Stück